# Sant'Eufemia (Tricase)
Sant'Eufemia (Santa Femia in dialetto salentino) è un rione del comune di Tricase in provincia di Lecce. Fino al 1992 godeva dello status di frazione.

## Geografia fisica
L'abitato di Sant'Eufemia, un tempo nucleo separato, forma oggi una conurbazione con l'abitato di Tricase e con il rione di Tutino. Il rione è separato soltanto dalla linea ferroviaria Maglie-Gagliano del Capo. È situato a ovest del centro di Tricase. 
A Sant'Eufemia appartiene la località di Monte Orco, un declivio collinare che ospita un bosco di querce spinose con esemplari secolari.

## Storia
Originariamente era una semplice masseria appartenente al Monastero dei Basiliani. Il nome deriva dal culto per Sant'Eufemia di Calcedonia, Santa greca alla quale era dedicato il monastero. Con l'abolizione del complesso monastico, la masseria continuò ad esistere e a conservare l'antico nome; col tempo si sviluppò diventando un piccolo borgo poco distante da Tricase. L'abitato è caratterizzato ancora oggi dalla presenza di cunicoli costruiti per la protezione degli abitanti dai frequenti attacchi dei Saraceni. Dell'antico monastero basiliano rimane una cripta dedicata a Maria SS del Gonfalone.

## Monumenti e luoghi d'interesse

### Architetture religiose

#### Chiesa di Sant'Eufemia

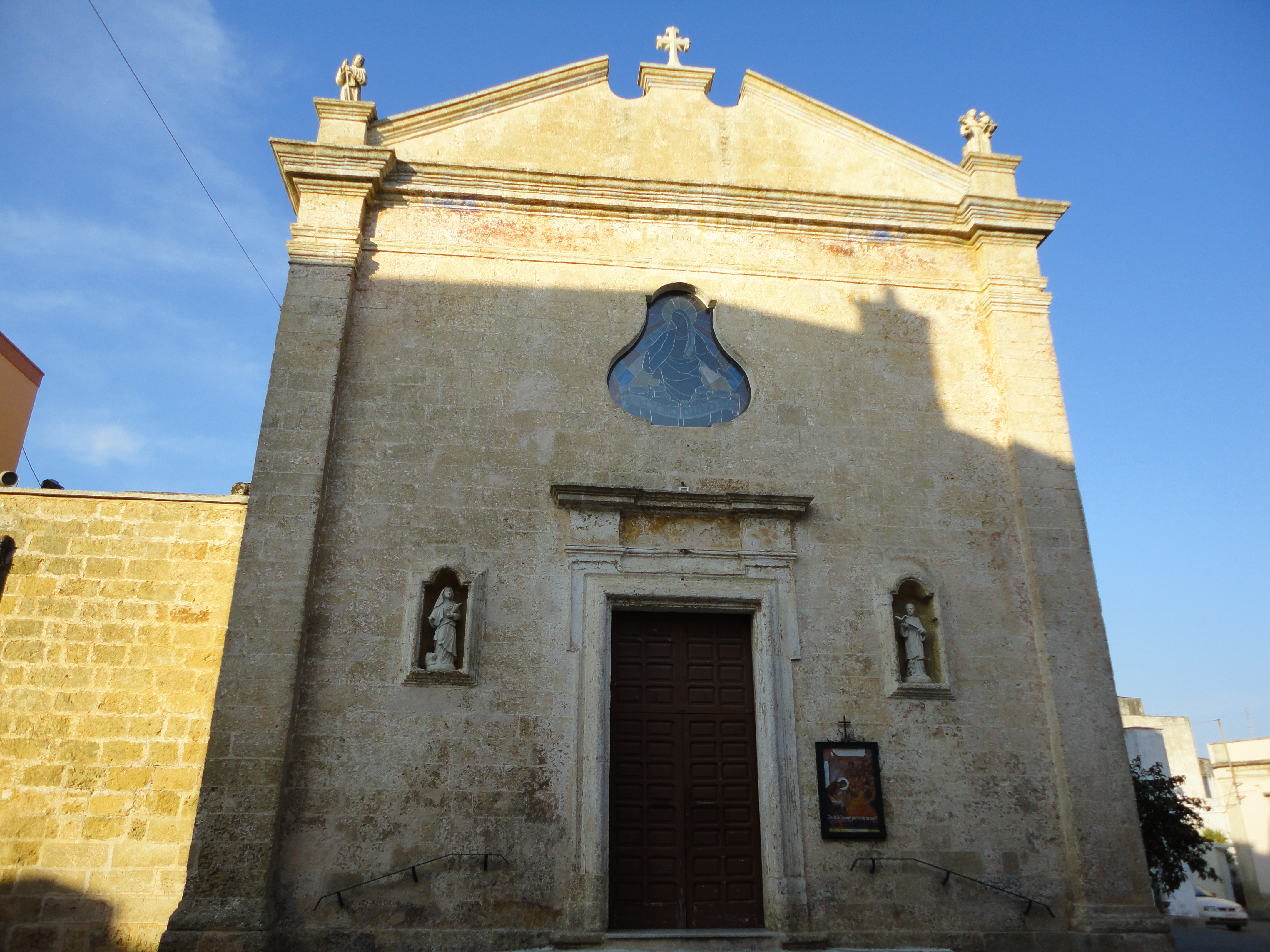
Chiesa di Sant'Eufemia

La chiesa parrocchiale di Sant'Eufemia, risalente al XVI secolo, fu ricostruita nelle forme attuali tra il 1772 e il 1778. Presenta una semplice facciata in pietra leccese terminante con un timpano spezzato, delimitato alle due estremità dalle statue di San Francesco di Paola e di Sant'Antonio di Padova. Ai lati del portale d'ingresso, due nicchie accolgono le statue lapidee di Sant'Eufemia di Calcedonia e di San Luigi Gonzaga. Sul finestrone polilobato è incisa la data 1774. 
L'interno, a navata unica, è scandito da due arcate per lato, decorate con stucchi e ospitanti cornici barocche con le tele raffiguranti Sant'Eufemia (1814), le Anime del Purgatorio, la Madonna del Rosario e il Cristo con la Vergine Immacolata e San Giuseppe (1833). Un arco trionfale separa la navata dal presbiterio a terminazione piatta. In una nicchia è conservata la statua in cartapesta di Sant'Eufemia. Nel mese di ottobre 2011 è stato scoperto un mosaico di fine ottocento e il 30 aprile 2013 dopo la chiusura di quasi 2 anni è stata riaperta al culto. Nell'estate del 2015 dopo alcuni lavori durati pochi mesi sono stati fatti tornare alla luce i vecchi colori delle pareti interne con l'arricchimento di altre decorazioni e stucchi.

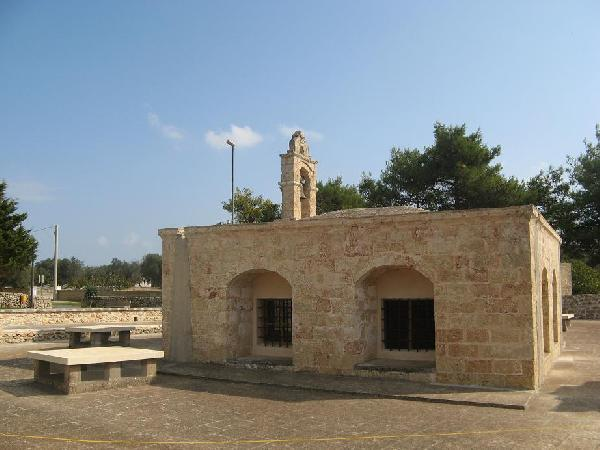
Cripta Madonna del Gonfalone

#### Cripta Madonna del Gonfalone
La cripta della Madonna del Gonfalone è una chiesa rupestre ipogea scavata in un declivio tufaceo tra IX e XI secolo. L'insediamento nacque come monastero (laura), costruito dai monaci basiliani, per mantenere acceso il culto sacro durante le persecuzioni religiose. Successivamente divenne una grancia (fattoria-convento) dipendente dall'Abbazia di Santa Maria del Mito. 
La struttura si articola intorno ad un vano centrale quadrato, dove è collocato un piccolo altare barocco con l'affresco della Vergine col Bambino, intorno al quale si distribuiscono i vani dell'ipogeo sostenuti da diciannove colonne ottagonali. Lungo le pareti rimangono tracce degli antichi affreschi.

#### Altre chiese
- Chiesa di San Nicola, fu eretta nel 1843 e si compone di un'unica navata arricchita da due tele databili alla prima metà dell'Ottocento.

### Altro
- Via Corte Grande

Adiacente a Palazzo Resci, conserva l'originaria fisionomia con i tipici ambienti architettonici medievali e rinascimentali. Su di essa si affacciano abitazioni a corte, composte da uno o pochi vani essenziali e raccolte intorno ad un cortile centrale. Caratteristici sono i comignoli dei camini, spesso costruiti e dedicati a figure religiose.

## Cultura

### Eventi
- Festa di San Luigi - 20 e 21 giugno
- Fiera e Festa della Madonna del Gonfalone - 22 agosto
- Festa di Sant'Eufemia - 15 e 16 settembre